# Molossops
Genre
Molossops est un genre de chauves-souris de la famille des Molossidae.

## Liste des espèces
- Molossops abrasus (Temminck, 1827)
- Molossops aequatorianus Cabrera, 1917
- Molossops greenhalli (Goodwin, 1958)
- Molossops mattogrossensis Vieira, 1942
- Molossops neglectus Williams and Genoways, 1980
- Molossops planirostris (Peters, 1866)
- Molossops temminckii (Burmeister, 1854)